# プロリノール
プロリノール(Prolinol)は、有機合成のキラルな構造単位として用いられるアルカノールアミンである。D体とL体の2つのエナンチオマーとして存在する。

## 合成
プロリノールは、アミノ酸のプロリンを水素化アルミニウムリチウムを用いて還元することで得られる。プロリンは、光学的に高い純度のものが安価で手に入ることから、光学的に純粋なプロリノールも広く用いられる。

## 利用
プロリノールは、キラルリガンド、キラル触媒、キラル補助基として、ヘイオース・パリッシュ・エダー・ザウアー・ウィーチャート反応、森田・ベイリス・ヒルマン反応、野依不斉水素化反応、マイケル付加等の様々な化学反応に用いられる。